# Шапшинское сельское поселение (Татарстан)
Шапши́нское се́льское поселе́ние — муниципальное образование в Высокогорском районе Татарстана Российской Федерации.
Административный центр — село Шапши.

## История
Статус и границы сельского поселения установлены Законом Республики Татарстан от 31 января 2005 года № 20-ЗРТ «Об установлении границ территорий и статусе муниципального образования "Высокогорский муниципальный район" и муниципальных образований в его составе».

## Население
| 2010  | 2011  | 2012  | 2013  | 2014  | 2015  | 2016  |
| ----- | ----- | ----- | ----- | ----- | ----- | ----- |
| 1351  | ↗1353 | ↘1333 | ↗1341 | ↘1339 | ↘1322 | ↗1324 |
| 2017  | 2018  |       |       |       |       |       |
| ↗1341 | ↗1344 |       |       |       |       |       |

## Состав сельского поселения
| № | Населённый пункт | Тип населённого пункта       | Население |
| - | ---------------- | ---------------------------- | --------- |
| 1 | Красный Восток   | деревня                      |           |
| 2 | Тимошкино        | деревня                      |           |
| 3 | Шапши            | село, административный центр |           |